# Szczyt Lenina
Szczyt Lenina, także Szczyt Awicenny (7134 m n.p.m.; ros. пик Ленина, pik Lenina; kirg. Ленин чокусу, Lenin czokusu; tadż. қуллаи Абӯалӣ ибни Сино, kullai Abuali ibni Sino; do 1928 roku Szczyt Kaufmana) – szczyt w Górach Zaałajskich w Pamirze, w Azji, na granicy Tadżykistanu i Kirgistanu, drugi co do wysokości (po Szczycie Ismaila Samaniego) w górach Pamiru. Do czasu rozpadu Związku Radzieckiego był drugim co do wysokości szczytem radzieckiego Pamiru i trzecim w ogóle szczytem ZSRR.
Szczyt odkrył i opisał jako pierwszy w 1871 r. młody rosyjski geograf Aleksiej Fedczenko. W czasie swej trzeciej wyprawy badawczej do Azji Środkowej osiągnął on przełęcz Tengizbaj w Górach Ałajskich, skąd po drugiej stronie szerokiej Kotliny Ałajskiej ujrzał „szczyt, który (…) dominował nad innymi (…). Kształt tego szczytu był bardzo charakterystyczny: piramida o podstawie niewspółmiernej w stosunku do wysokości, piramida nieregularna, jako że północny bok ma stromy, a południowy połogi (…). Później z dołu, z Ałaju, widziałem ten szczyt i stąd okazał się on najwyższy”. Fedczenko nazwał go Szczytem Kaufmana.
W 1888 r. prawdopodobnie po raz pierwszy górę ujrzał Polak, Bronisław Grąbczewski, wówczas porucznik armii Imperium Rosyjskiego. W czasie swej drugiej ekspedycji w góry Azji Środkowej, zorganizowanej przez Rosyjskie Towarzystwo Geograficzne, opisał on „majestatyczny szczyt Kaufmana” widziany z Doliny Ałajskiej.
Pierwsze wejście na szczyt miało miejsce w 1928 r. Dokonali tego dwaj Niemcy -  Karl Wien, Eugene Allwein i Austriak, wybitny kartograf Erwin Schneider w ramach wyprawy niemieckiej. Pierwszego wejścia radzieckiego dokonali 8 września 1934 r. Witalij Abałakow, N. Czernucha i I. Łukin (wiodło ono granią wschodnią).
Latem 1967 roku, dla uczczenia 50. rocznicy rewolucji październikowej, Federacja Alpinizmu ZSRR zorganizowała międzynarodową alpiniadę w Pamirze, której celem było wejście na ówczesny Pik Lenina. Podczas jej trwania szczyt zdobyło 321 alpinistów, w tym (14 sierpnia) grupa wspinaczy polskich: Stanisław Biel, Eugeniusz Chrobak, Piotr Młotecki, Andrzej Sobolewski, Zbigniew Staszyszyn, Ryszard Szafirski i Adam Zyzak.
W 1974 r. wszystkie członkinie radzieckiej wyprawy kobiecej (osiem osób) zmarły w obozie na wysokości 7000 m n.p.m. z powodu nagłego pogorszenia pogody (niż atmosferyczny). O tym wydarzeniu opowiada film fabularny Storm and Sorrow.
13 lipca 1990 r. 43 wspinaczy zginęło w lawinie spowodowanej trzęsieniem ziemi, która zeszła na obóz na tzw. Patelni na wysokości 5300 m n.p.m.
Zdobycie szczytu jest wymagane dla uzyskania, rosyjskiego (wcześniej radzieckiego) wyróżnienia alpinistycznego – Śnieżna Pantera.
W czerwcu 2006 r. rząd Tadżykistanu zmienił dotychczasową tadżycką nazwę szczytu қуллаи Ленин (kullai Lenin) na nazwę қуллаи Абӯалӣ ибни Сино (kullai Abuali ibni Sino) nadaną na cześć perskiego naukowca Awicenny. Nazwy rosyjska i kirgiska, tego leżącego na tadżycko-kirgiskiej granicy szczytu, obowiązujące w Kirgistanie nie zostały jednak zmienione.